# Jacques Callot
Jacques Callot (Nancy, 1592 – Nancy, 28 de março de 1635) foi um desenhista e gravador a buril e água-forte francês, descendente de uma família originária da Borgonha, estabelecida em Lorena.

## Biografia

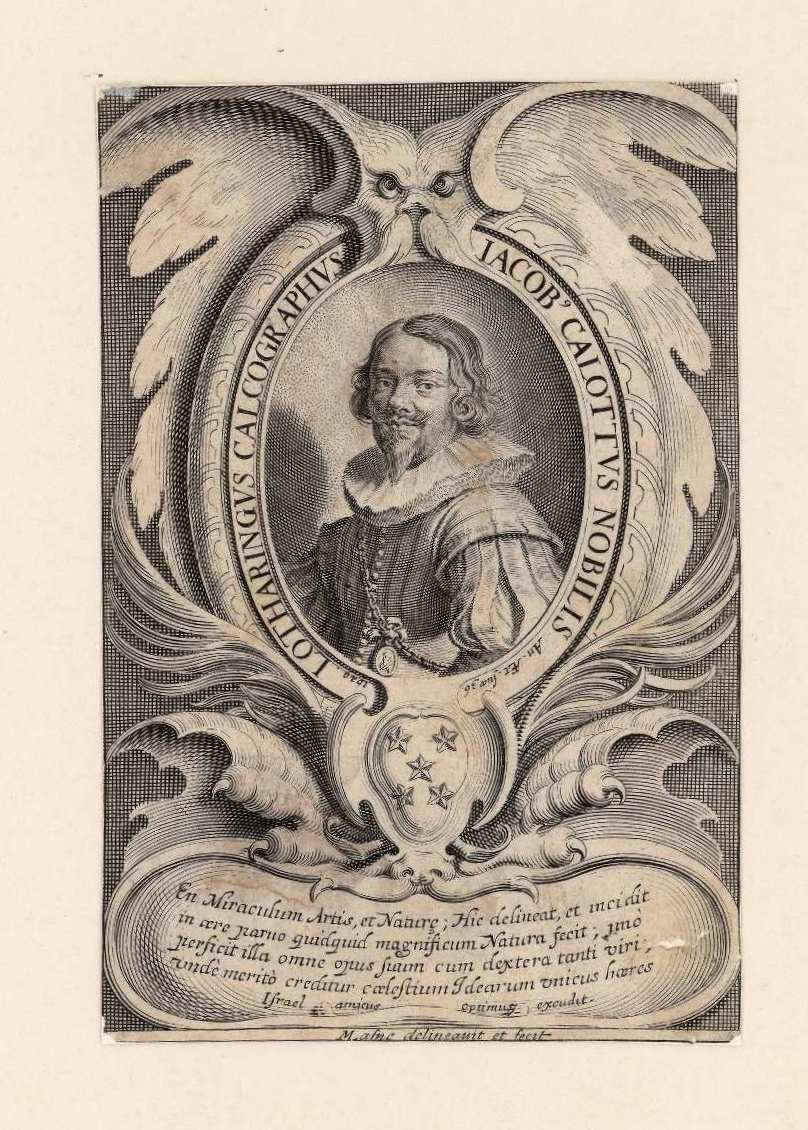
Retrato de Jacques Callot. Gravado por Michel Lasne, 1629. Inscrição na orla: «IACOB CALLOTVS NOBILIS LOTHARINGVS CALCOGRAPHVS An. AE. suae 36 MLasne delineauit et fecit».

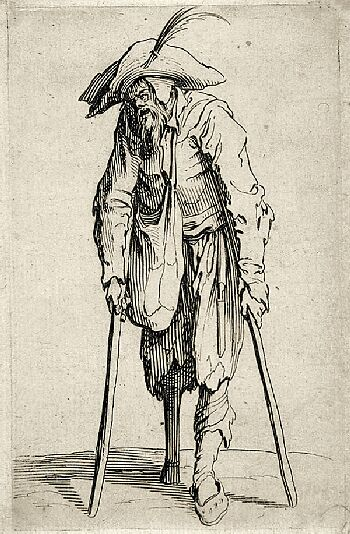
Jacques Callot : Mendiant (1622)

Callot tinha um talento singular para imaginar posturas, fisionomias, trajes, figuras quiméricas, cada qual mais extravagante e burlesca que as outras. Nancy, onde vivia Callot, foi sitiada e humilhada com a entrada de Luís XIII na cidade. Admirado pelo rei, Callot recusou o convite real para representar o sítio.
Ao contrário, gravou as atribulações da guerra, os suplícios e sofrimentos de toda a sorte nesta série de dezoito imagens, que a Biblioteca Nacional possui na íntegra.
Nelas, o espaço gravado torna-se grandioso cenário dos desastres da guerra e monumentos da resistência à opressão. É como se o artista alcançasse um registro através de ângulo maior que da própria visão.